# Grå vitmask
Grå vitmask (Aphelocephala leucopsis) är en fågel i familjen taggnäbbar inom ordningen tättingar.

## Utbredning och systematik
Grå vitmask delas in i två underarter:
- A. l. leucopsis – förekommer från sydöstra Australien till östra Western Australia
- A. l. castaneiventris – förekommer i det inre av södra Western Australia

## Status
IUCN kategoriserar arten som sårbar.